# Padingbüttel
Padingbüttel est une commune allemande de l'arrondissement de Cuxhaven, Land de Basse-Saxe.

## Géographie
Padingbüttel se situe dans le Wursten, le centre-ville est à 3 km de la mer du Nord.
La commune est composée des quartiers de Rotthausen, Oberstrich, Niederstrich et Altendeich.

## Histoire
Les premiers terps saxons sont élevés entre le Ier siècle et le Ve siècle. Au cours des invasions barbares, les Saxons laissent place aux Frisons.
La première mention de Padingbüttel date du 5 mars 1365.
L'église Saint-Matthieu est édifiée au XIIIe siècle comme une église fortifiée. Les fondements sont faits de blocs erratiques et de bases en grès, tandis que le corps est constitué de briques. À l'intérieur, il y a une chaire de 1652 et un autel de 1480.

## Personnalités liées à la commune
- Tjede Peckes (vers 1500-1517), meneur d'une fronde contre l'archevêque de Brême.
- Vincent Lübeck (1654-1740), compositeur baroque.
- Bernhard von Langenbeck (1810-1887), chirurgien.

## Source, notes et références
- (de) Cet article est partiellement ou en totalité issu de l’article de Wikipédia en allemand intitulé « Padingbüttel » (voir la liste des auteurs).